# Dorfkirche Neuhausen (Berge)

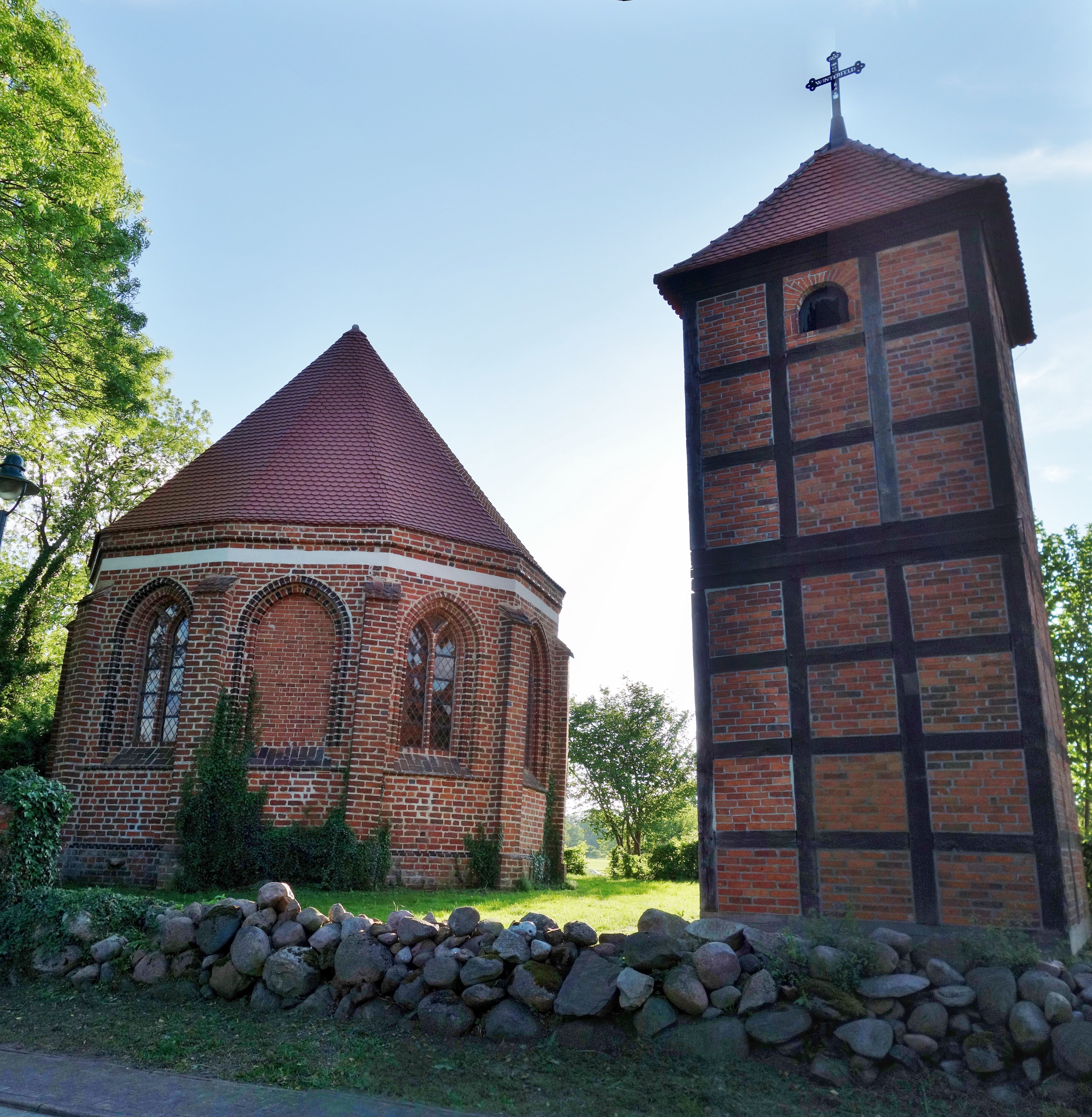
Dorfkirche Neuhausen

Die evangelische, denkmalgeschützte Dorfkirche Neuhausen steht in Neuhausen, einem Ortsteil der Gemeinde Berge im Landkreis Prignitz in Brandenburg. Die Kirche gehört zum Pfarrsprengel Berge-Neuhausen im Kirchenkreis Prignitz der Evangelischen Kirche Berlin-Brandenburg-schlesische Oberlausitz. 

## Beschreibung
Die gotische Saalkirche wurde in der ersten Hälfte des 15. Jahrhunderts gebaut. Sie besteht aus einem Langhaus mit zwei Jochen und Fünfachtelschluss im Osten, der dort von Strebepfeilern gestützt wird. Im Innenraum des Langhauses treten die Strebepfeiler als flache Wandvorlagen in Erscheinung. Im Nordosten des ehemaligen Kirchfriedhofs wurde 1837 ein freistehender quadratischer Glockenturm aus Holzfachwerk errichtet, dessen Gefache mit Backsteinen ausgefüllt sind und in dessen Glockenstuhl eine 1532 gegossene Kirchenglocke hängt. 
Zur Kirchenausstattung gehört ein hölzerner Kanzelaltar aus dem 17. Jahrhundert. Unter dem Korb der Kanzel befinden sich Wappen derer von Rohr, die auch lange das Kloster Heiligengrabe unterstützten, und derer von Maltzahn. Das hölzerne Taufbecken stammt ebenfalls aus dem 17. Jahrhundert. Der Innenraum wurde 1813 mit einer Kassettendecke überspannt, nachdem die ursprüngliche Decke eingestürzt war. Bei der Restaurierung 2009 wurde die Deckenmalerei freigelegt. Die Orgel mit vier Registern auf einem Manual und angehängtem Pedal wurde vor 1893 von Friedrich Hermann Lütkemüller gebaut.